# Isohypsibius lunulatus
Isohypsibius lunulatus är en djurart som tillhör fylumet trögkrypare, och som först beskrevs av Iharos 1966.  Isohypsibius lunulatus ingår i släktet Isohypsibius och familjen Hypsibiidae. Arten är reproducerande i Sverige. Inga underarter finns listade i Catalogue of Life.